# Кочетков Ігор Олексійович
Ігор Олексійович Кочетко́в (нар. 18 червня 1941, Пружани) — радянський артист балету; народний артист Комі АРСР з 1976 року.

## З життєпису
Народився 18 червня 1941 року у місті Пружанах (нині Берестейська область, Білорусь). З 1960 року, після закінчення хореографічної студії при Іркутському театрі музичної комедії, у трупі Музичного театру у Сиктивкарі. Упродовж 1968–1972 років — педагог балетної студії при театрі.

## Партії
- Туган («Яг-Морт» Якова Перепелиці);
- Ленні («Стежкою грому»);
- Ватажок («Пані і хуліган»);
- Штраус («Великий вальс» на музику Йоганна Штрауса).